# لوني أورتيغا
لوني أورتيغا (بالإنجليزية: Lonnie Ortega)‏ هو فنان أمريكي، ولد في 3 أكتوبر 1946.